# Сорокин, Руслан Сергеевич
Русла́н Серге́евич Соро́кин (белор. Руслан Сяргеевіч Сарокін; р. 27 февраля 1979, Гомель) — российский продюсер, сценарист и режиссёр.

## Семья
Состоял в незарегистрированном браке с Марией Зыковой (актриса), 6 ноября 2010 года у пары родилась дочь Мирра.

## Профессиональное досье
- 1996—2001, 2006 — учился на физическом факультете Гомельского государственного университета[1].
- 1996—2003 — работал на белорусском региональном телевидении, телеканал «Гомельскае Тэлебачанне», в нескольких стезях: дизайнер отдела компьютерной графики (теледизайн, реклама); продюсер отдела развлекательных телепрограмм; автор и ведущий утреннего шоу.

Областное радио: диджей
, автор развлекательных шоу.
- 1996—2003 — прошли в КВН. Руслан являлся автором и актёром команд «Белорусский вокзал», «Белорусская сборная» (АМиК, «Первый канал»).
- 2003—2005 — работа на «РЕН ТВ» в качестве сценариста и шеф-редактора.
- 2005—2006 — «РЕН-Фильм», сценарист.
- 2006—2007 — «КиноКонстанта», креативный продюсер.
- 2007 — ОАО «Первый канал», продюсер дирекции спецпроектов.
- 2008—2014 — основатель и продюсер компании «Среда».
- 2014—2015 — исполнительный продюсер «СТС Медиа»[2].
- 2015—наст.вр. — продюсер компаний «Nautilus Media», «Sputnik-Vostok».
- 2016 — основатель компании «Twenty Seven Studio»[3].

### Программы
- 2004 — «Факультет юмора» (REN-TV) — сценарист
- 2005 — «Дорогая передача» (REN-TV) — сценарист
- 2006—2007, 2018 — «Слава Богу, ты пришёл!» (СТС) — сценарист (1 сезон, 2 сезон: 1-8 выпуски), креативный продюсер (1 сезон), продюсер (6 сезон)
- 2006 — «Схема смеха» (РЕН ТВ) — сценарист[4]
- 2007—2008 — «Стенка на стенку» (Первый канал) — продюсер, автор, сценарист
- 2008—2014 — «Большая разница» (Первый канал) — продюсер, автор, сценарист
- 2008 — «Поющая компания» (ТВ Центр) — продюсер, автор, сценарист
- 2008/2010 — «Маршрутка» (РЕН ТВ / Пятый канал) — руководитель сценарной группы, сценарист[5]
- 2009 — «Рубик Всемогущий» (Первый канал) — продюсер, автор, сценарист
- 2009—2010 — «Южное Бутово» (Первый канал) — сценарист, креативный продюсер, модератор
- 2009—2011 — «Чета Пиночетов» (НТВ) — продюсер, автор, сценарист
- 2009—2013 — «Большая разница (Украина)[укр.]» (ICTV, 1+1, Интер) — продюсер, автор, сценарист
- 2010 — «Дураки, дороги, деньги» (РЕН ТВ) — продюсер, автор, сценарист
- 2010 — «Большая разница (Беларусь)» (Беларусь-1) — продюсер, автор, сценарист
- 2011 — «Шоу ни бе ни ме нехило» (Первый канал) — генеральный продюсер, сценарист
- 2011—2012 — «Нонна, давай!» (Первый канал) — генеральный продюсер, сценарист
- 2011 — «Большая разница (Казахстан)» (Первый канал «Евразия») — продюсер, автор, сценарист
- 2012 — «Жить будете» (Украина, РЕН ТВ) — генеральный продюсер
- 2013 — «Супергерои» (Пятница!) — генеральный продюсер
- 2014 — «Кабаре без границ» (Первый канал) — продюсер, сценарист
- 2014—2015 — «Большой вопрос» (СТС) — генеральный продюсер, автор
- 2014 — «МастерШеф» (СТС) — продюсер
- 2014 — «Всё будет хорошо!» (СТС) — генеральный продюсер
- 2015 — «Империя иллюзий: Братья Сафроновы» (СТС) — генеральный продюсер
- 2017 — «Быть или не быть» (ТВ-3) — генеральный продюсер
- 2017 — «Чернобыль. Зона обсуждения» (ТВ-3) — генеральный продюсер
- 2019 — «Букабу» (Карусель) — продюсер

### Сериалы
- 2005 — «Туристы» (REN-TV) — разработка, сценарист
- 2005 — «Студенты» (REN-TV) — разработка, сценарист (1-15 серии)
- 2005 — «Фирменная история» (REN-TV) — разработка, сценарист
- 2007—2008 — «Папины дочки» (СТС) — разработка, сценарист
- 2012 — «Обратная сторона Луны» (Первый канал) — генеральный продюсер
- 2013 — «Супер-Макс» (СТС) — генеральный продюсер
- 2014 — «Мажор» (Первый канал) — генеральный продюсер
- 2015—2017 — «Последний мент» (Пятый канал) — сопродюсер
- 2016 — «Саранча» (Первый канал) — генеральный продюсер
- 2016 — «Вечный отпуск» (СТС) — генеральный продюсер
- 2018 — «Лапси» (Start) — генеральный продюсер
- 2018 — «От ненависти до любви» (Домашний) — генеральный продюсер
- 2018 — «Новый человек»[6] (СТС) — генеральный продюсер
- 2018 — «Лучше, чем люди»[7] (Start, Первый канал) — генеральный продюсер
- 2020—2022 — «Пассажиры» (Start) — продюсер, автор, сценарист[8]
- 2021-2022 — «Смычок (телесериал)» (Start) - создатель, исполнительный продюсер

### Фильмы
- «Zолушка» — продюсер (премьера 14 февраля 2012 года)
- «В спорте только девушки» — продюсер (премьера 6 февраля 2014 года)
- «Саранча» — продюсер (премьера 5 ноября 2015 года)
- «Переводчик» — продюсер (премьера 12 ноября 2015 года)
- «Жертва» (к/м) — режиссер, сценарист, продюсер (2020)

### Музыкальные клипы
- Валерий Юрченко в образе Николая Баскова — «Странник» — продюсер[9]
- Филипп Киркоров — «Троллинг» — продюсер, режиссёр[10]
- Оксана Север — «Родному» — продюсер, режиссёр[10]
- «Therr Maitz» — «Make It Last» — продюсер, режиссёр
- «Uma2rman» — «Зависть» — сценарист, режиссёр[11]
- «Uma2rman» — «С новым годом, страна!» — креативный продюсер[3]

## Награды
- 2008 год — премия «ТЭФИ 2008» в номинации «Сценарист телевизионной программы» за проект «Большая разница».
- 2009 год — премия «ТЭФИ 2009» в номинации «Юмористическая программа» за проект «Большая разница».
- 2010 год — две премии «ТЭФИ 2010» в номинациях «Продюсер телевизионной программы» и «Юмористическая программа» за проект «Большая разница»; премия «Google Trend 2009» в номинации «Телепередача года» за программу «Большая разница»[12]; премия «Телетриумф» в номинации «Юмористическая программа» за проект «Большая разница (Украина)[укр.]»;[13] премия «Телезвезда» в номинации «За самый остроумный взгляд на современное украинское телевидение» за программу «Большая разница (Украина)»[14].
- 2011 год — премия «Телетриумф» в номинации «Юмористическая программа» за проект «Большая разница (Украина)»[15].
- 2012 год — две премии «ТЭФИ 2011»: в номинации «Развлекательная программа. Образ жизни» за телеверсию фестиваля «Большая разница в Одессе» и в номинации «Сценарист телевизионной программы» за программу «Большая разница».
- 2013 год — премия Ассоциации продюсеров кино и телевидения в номинации «Лучший телевизионный мини-сериал (5-16 серий)» за сериал «Обратная сторона Луны».
- 2014 год — премия Международного фестиваля спортивного кино и телевидения в Самаре в номинации «Лучший российский художественный фильм о спорте» за фильм «В спорте только девушки»,[16] премия Международного фестиваля спортивного кино и телевидения в Милане в номинации «Лучший иностранный художественный фильм о спорте» за фильм «В спорте только девушки»[17].
- 2015 год — премия Ассоциации продюсеров кино и телевидения в номинации «Лучший телевизионный мини-сериал (5-24 серии)» за сериал «Мажор»; премия «Жорж» в номинации «Российский сериал года (драма)» за сериал «Мажор»; премия Международного кинофестиваля в Портсмуте в номинации «Лучший фильм» за картину «Саранча»[18].
- 2016 год — специальный приз общины Габрово на Международном кинофестивале комедийного фильма «Смешен Филм Фест» за фильм «В спорте только девушки»[19].
- 2020 год — премия фестиваля кино и театра «Амурская осень» в Благовещенске в номинации «Лучший короткометражный фильм» за фильм «Жертва»[20].

## Прочее
В 2015 году стал членом жюри 1-го Московского еврейского кинофестиваля.